# Marc Pujol
Marc Pujol Pons (* 21. August 1982) ist ein andorranischer Fußballspieler. Neben der andorranischen Staatsbürgerschaft besitzt er auch den spanischen Pass.

## Karriere

### Im Verein
Pujol spielt auf der Position des Stürmers, wird aber auch oft im Mittelfeld eingesetzt. Er ist 1,68 Meter groß bei einem Gewicht von 58 Kilogramm. Seine Karriere begann er 2000 beim FC Andorra, 2002 wechselte er zu UE Sant Andreu. Nach weiteren zwei Jahren wechselte er erneut, diesmal zu UE Figueres und ein Jahr darauf zum FC Santboià. Ab der Saison 2008 spielte Pujol zwei Jahre beim viertklassigen spanischen Verein CF Balaguer. 2010 kehrte er zum FC Andorra zurück.

### Nationalmannschaft
In der Nationalmannschaft bestritt er bisher 108 Länderspiele und erzielte dabei vier Tore. Eines davon schoss er am 8. September 2004 bei der Qualifikation zur WM 2006: Bei der 1:5-Heimniederlage gegen Rumänien erzielte er das zwischenzeitliche 1:3 per Elfmeter in der 30. Minute. Am 10. September 2008 traf er beim Qualifikationsspiel zur WM 2010 gegen Belarus in der 66. Minute zum Ausgleich, das Spiel verlor Andorra dennoch mit 1:3.